# 6 août aux Jeux olympiques d'été de 2016
Le samedi 6 août aux Jeux olympiques d'été de 2016 est le quatrième jour de compétition.

## Faits marquants
Le vietnamien, Hoàng Xuân Vinh remporte la 1re médaille d'or de l'histoire du pays en 10m pistolet à air.

## Programme
| Heure UTC-3 (Rio de Janeiro)                  |               |
| bleu                                          | Cérémonie     |
| neutre                                        | Épreuve       |
| or                                            | Finale        |
| orange                                        | Petite finale |
| rose                                          | Reporté       |
| gris                                          | Annulé        |
| Compétition masculine                         | Hommes        |
| Compétition féminine                          | Femmes        |
| Compétition mixte (hommes et femmes mélangés) | Mixte         |
| Compétition en couple (1 homme et 1 femme)    | Couple        |
| modifier                                      |               |

| Horaire | Discipline Spécialité | Discipline Spécialité                   | Discipline Spécialité                         | Phase                              | Résultats                                                             | Références |
| ------- | --------------------- | --------------------------------------- | --------------------------------------------- | ---------------------------------- | --------------------------------------------------------------------- | ---------- |
| 8 h 30  |                       | Aviron Skiff                            | Compétition hommes                            | Qualifications                     | -                                                                     | -          |
| 8 h 30  |                       | Tir Carabine à 10 m air comprimé        | Compétition femmes                            | Qualifications                     | -                                                                     | -          |
| 9 h     |                       | Escrime Épée individuelle               | Compétition femmes                            | 16es de finale                     | -                                                                     | -          |
| 9 h     |                       | Escrime Épée individuelle               | Compétition femmes                            | 8es de finale                      | -                                                                     | -          |
| 9 h     |                       | Escrime Épée individuelle               | Compétition femmes                            | Quarts de finale                   | -                                                                     | -          |
| 9 h     |                       | Tir à l'arc Par équipes                 | Compétition hommes                            | 8e de finale                       | -                                                                     | -          |
| 9 h     |                       | Tennis de table Simple                  | Compétition hommes                            | Tours préliminaires                | -                                                                     | -          |
| 9 h     |                       | Tennis de table Simple                  | Compétition femmes                            | Tours préliminaires                | -                                                                     | -          |
| 9 h     |                       | Tennis de table Simple                  | Compétition femmes                            | 1er tour                           | -                                                                     | -          |
| 9 h     |                       | Water-polo Tournoi masculin             | Compétition hommes                            | Premier tour Groupe A              | Serbie 13-13 Hongrie                                                  |            |
| 9 h 30  |                       | Aviron Skiff                            | Compétition femmes                            | Qualifications                     | -                                                                     | -          |
| 9 h 30  |                       | Cyclisme sur route Course en ligne      | Compétition hommes                            | Finale                             | Greg Van Avermaet · Jakob Fuglsang · Rafał Majka                      |            |
| 9 h 30  |                       | Handball Tournoi féminin                | Compétition femmes                            | Tour préliminaire Poule A          | Norvège 28-31 Brésil                                                  |            |
| 9 h 30  |                       | Volley-ball Tournoi féminin             | Compétition femmes                            | Tour préliminaire Groupe A         | Japon 1-3 Corée du Sud                                                |            |
| 10 h    |                       | Beach-volley Tournoi masculin           | Compétition hommes                            | Phase de poules                    | -                                                                     | -          |
| 10 h    |                       | Beach-volley Tournoi féminin            | Compétition femmes                            | Phase de poules                    | -                                                                     | -          |
| 10 h    |                       | Hockey sur gazon Tournoi masculin       | Compétition hommes                            | Premier tour Groupe B              | Argentine 3-3 Pays-Bas                                                |            |
| 10 h    |                       | Judo Moins de 48 kg                     | Compétition femmes                            | Premiers tours et quarts de finale | -                                                                     | -          |
| 10 h    |                       | Judo Moins de 60 kg                     | Compétition hommes                            | Premiers tours et quarts de finale | -                                                                     | -          |
| 10 h 20 |                       | Water-polo Tournoi masculin             | Compétition hommes                            | Premier tour Groupe B              | États-Unis 5-7 Croatie                                                |            |
| 10 h 30 |                       | Aviron Deux sans barreur                | Compétition hommes                            | Qualifications                     | -                                                                     | -          |
| 10 h 30 |                       | Gymnastique artistique Qualifications   | Compétition hommes                            | Groupe 1                           | -                                                                     | -          |
| 10 h 30 |                       | Tir Carabine à 10 m air comprimé        | Compétition femmes                            | Finale                             | Virginia Thrasher · Du Li · Yi Siling                                 |            |
| 10 h 45 |                       | Tennis Simple                           | Compétition hommes                            | 1er tour                           | -                                                                     | -          |
| 10 h 45 |                       | Tennis Simple                           | Compétition femmes                            | 1er tour                           | -                                                                     | -          |
| 10 h 45 |                       | Tennis Double                           | Compétition hommes                            | 1er tour                           | -                                                                     | -          |
| 10 h 45 |                       | Tennis Double                           | Compétition femmes                            | 1er tour                           | -                                                                     | -          |
| 11 h    |                       | Aviron Deux de couple                   | Compétition femmes                            | Qualifications                     | -                                                                     | -          |
| 11 h    |                       | Boxe Poids mi-mouches (−49 kg)          | Compétition hommes                            | Phase préliminaire                 | -                                                                     |            |
| 11 h    |                       | Boxe Poids légers (−60 kg)              | Compétition hommes                            | Phase préliminaire                 | -                                                                     |            |
| 11 h    |                       | Boxe Poids mi-lourds (−81 kg)           | Compétition hommes                            | Phase préliminaire                 | -                                                                     |            |
| 11 h    |                       | Boxe Poids lourds (−91 kg)              | Compétition hommes                            | Phase préliminaire                 | -                                                                     |            |
| 11 h    |                       | Hockey sur gazon Tournoi masculin       | Compétition hommes                            | Premier tour Groupe B              | Inde 3-2 Irlande                                                      |            |
| 11 h    |                       | Rugby à sept Tournoi féminin            | Compétition femmes                            | Phase de poules Poule B            | France 24-7 Espagne                                                   |            |
| 11 h 30 |                       | Aviron Deux de couple                   | Compétition hommes                            | Qualifications                     | -                                                                     | -          |
| 11 h 30 |                       | Handball Tournoi féminin                | Compétition femmes                            | Tour préliminaire Poule B          | Pays-Bas 14-18 France                                                 |            |
| 11 h 30 |                       | Rugby à sept Tournoi féminin            | Compétition femmes                            | Phase de poules Poule B            | Nouvelle-Zélande 52-0 Kenya                                           |            |
| 11 h 35 |                       | Volley-ball Tournoi féminin             | Compétition femmes                            | Tour préliminaire Groupe B         | Chine 2-3 Pays-Bas                                                    |            |
| 11 h 40 |                       | Water-polo Tournoi masculin             | Compétition hommes                            | Premier tour Groupe A              | Grèce 8-7 Japon                                                       |            |
| 12 h    |                       | Aviron Quatre sans barreur poids légers | Compétition hommes                            | Qualifications                     | -                                                                     | -          |
| 12 h    |                       | Basket-ball Tournoi féminin             | Compétition femmes                            | Premier tour Groupe A              | Turquie 39-55 France                                                  |            |
| 12 h    |                       | Rugby à sept Tournoi féminin            | Compétition femmes                            | Phase de poules Poule C            | Grande-Bretagne 29-3 Brésil                                           |            |
| 12 h 30 |                       | Aviron Quatre de couple                 | Compétition hommes                            | Qualifications                     | -                                                                     | -          |
| 12 h 30 |                       | Hockey sur gazon Tournoi masculin       | Compétition hommes                            | Premier tour Groupe A              | Belgique 4-1 Grande-Bretagne                                          |            |
| 12 h    |                       | Rugby à sept Tournoi féminin            | Compétition femmes                            | Phase de poules Poule C            | Canada 45-0 Japon                                                     |            |
| 12 h 50 |                       | Aviron Quatre de couple                 | Compétition femmes                            | Qualifications                     | -                                                                     | -          |
| 13 h    |                       | Natation 400 m nage libre               | Compétition hommes                            | Séries                             | -                                                                     | -          |
| 13 h    |                       | Natation 100 m brasse                   | Compétition hommes                            | Séries                             | -                                                                     | -          |
| 13 h    |                       | Natation 400 m 4 nages                  | Compétition hommes                            | Séries                             | -                                                                     | -          |
| 13 h    |                       | Natation 100 m papillon                 | Compétition femmes                            | Séries                             | -                                                                     | -          |
| 13 h    |                       | Natation 400 m 4 nages                  | Compétition femmes                            | Séries                             | -                                                                     | -          |
| 13 h    |                       | Natation Relais 4 x 100 m nage libre    | Compétition femmes                            | Séries                             | -                                                                     | -          |
| 13 h    |                       | Rugby à sept Tournoi féminin            | Compétition femmes                            | Phase de poules Poule A            | États-Unis 7-12 Fidji                                                 |            |
| 13 h    |                       | Tir Pistolet à 10 m air comprimé        | Compétition hommes                            | Qualifications                     | -                                                                     | -          |
| 13 h    |                       | Water-polo Tournoi masculin             | Compétition hommes                            | Premier tour Groupe B              | France 4-7 Monténégro                                                 |            |
| 13 h 30 |                       | Hockey sur gazon Tournoi masculin       | Compétition hommes                            | Premier tour Groupe A              | Australie 2-1 Nouvelle-Zélande                                        |            |
| 13 h 30 |                       | Rugby à sept Tournoi féminin            | Compétition femmes                            | Phase de poules Poule A            | Australie 53-0 Colombie                                               |            |
| 14 h 15 |                       | Basket-ball Tournoi masculin            | Compétition hommes                            | Premier tour Groupe A              | Australie 87-66 France                                                |            |
| 14 h 15 |                       | Basket-ball Tournoi féminin             | Compétition femmes                            | Premier tour Groupe B              | Chine 68-90 Canada                                                    |            |
| 14 h 30 |                       | Gymnastique artistique Qualifications   | Compétition hommes                            | Groupe 2                           | -                                                                     | -          |
| 14 h 30 |                       | Tennis de table Simple                  | Compétition hommes                            | 1er tour                           | -                                                                     | -          |
| 14 h 30 |                       | Tennis de table Simple                  | Compétition femmes                            | 1er tour                           | -                                                                     | -          |
| 14 h 40 |                       | Handball Tournoi féminin                | Compétition femmes                            | Tour préliminaire Poule B          | Russie 30-25 Corée du Sud                                             |            |
| 15 h    |                       | Équitation Concours complet             | Compétition mixte (hommes et femmes ensemble) | Épreuve de dressage                | -                                                                     | -          |
| 15 h    |                       | Football Tournoi féminin                | Compétition femmes                            | Premier tour Groupe F              | Canada 3-1 Zimbabwe                                                   |            |
| 15 h    |                       | Tir à l'arc Par équipes                 | Compétition hommes                            | Quart de finale                    | -                                                                     | -          |
| 15 h    |                       | Tir à l'arc Par équipes                 | Compétition hommes                            | Demi-finale                        | -                                                                     | -          |
| 15 h    |                       | Tir à l'arc Par équipes                 | Compétition hommes                            | Petite finale                      | Australie 6-2 Chine                                                   |            |
| 15 h    |                       | Tir à l'arc Par équipes                 | -                                             | Finale                             | États-Unis 0-6 Corée du Sud                                           |            |
| 15 h    |                       | Volley-ball Tournoi féminin             | Compétition femmes                            | Tour préliminaire Groupe A         | Brésil 3-0 Cameroun                                                   |            |
| 15 h 30 |                       | Beach-volley Tournoi masculin           | Compétition hommes                            | Phase de poules                    | -                                                                     | -          |
| 15 h 30 |                       | Beach-volley Tournoi féminin            | Compétition femmes                            | Phase de poules                    | -                                                                     | -          |
| 15 h 30 |                       | Judo Moins de 48 kg                     | Compétition femmes                            | Repêchages et demi-finales         | -                                                                     | -          |
| 15 h 30 |                       | Judo Moins de 60 kg                     | Compétition hommes                            | Repêchages et demi-finales         | -                                                                     | -          |
| 15 h 30 |                       | Judo Moins de 48 kg                     | Compétition femmes                            | Finale                             | Paula Pareto · Jeong Bo-kyeong · Ami Kondo et Otgontsetseg Galbadrakh |            |
| 15 h 30 |                       | Judo Moins de 60 kg                     | Compétition hommes                            | Finale                             | Beslan Mudranov · Yeldos Smetov · Naohisa Takato et Diyorbek Urozboev |            |
| 15 h 30 |                       | Tir Pistolet à 10 m air comprimé        | Compétition hommes                            | Finale                             | Hoàng Xuân Vinh · Felipe Almeida Wu · Pang Wei                        |            |
| 16 h    |                       | Escrime Épée individuelle               | Compétition femmes                            | Demi-finales                       | -                                                                     | -          |
| 16 h    |                       | Escrime Épée individuelle               | Compétition femmes                            | Petite finale                      | Sun Yiwen 15-13 Lauren Rembi                                          |            |
| 16 h    |                       | Escrime Épée individuelle               | Compétition femmes                            | Finale                             | Rossella Fiamingo 13-15 Emese Szász                                   |            |
| 16 h    |                       | Rugby à sept Tournoi féminin            | Compétition femmes                            | Phase de poules Poule B            | France 40-7 Kenya                                                     |            |
| 16 h 30 |                       | Rugby à sept Tournoi féminin            | Compétition femmes                            | Phase de poules Poule B            | Nouvelle-Zélande 31-5 Espagne                                         |            |
| 16 h 40 |                       | Handball Tournoi féminin                | Compétition femmes                            | Tour préliminaire Poule A          | Monténégro 19-25 Espagne                                              |            |
| 17 h    |                       | Boxe Poids mi-mouches (−49 kg)          | Compétition hommes                            | Phase préliminaire                 | -                                                                     |            |
| 17 h    |                       | Boxe Poids légers (−60 kg)              | Compétition hommes                            | Phase préliminaire                 | -                                                                     |            |
| 17 h    |                       | Boxe Poids mi-lourds (−81 kg)           | Compétition hommes                            | Phase préliminaire                 | -                                                                     |            |
| 17 h    |                       | Boxe Poids lourds (−91 kg)              | Compétition hommes                            | Phase préliminaire                 | -                                                                     |            |
| 17 h    |                       | Football Tournoi féminin                | Compétition femmes                            | Premier tour Groupe G              | États-Unis 1-0 France                                                 |            |
| 17 h    |                       | Rugby à sept Tournoi féminin            | Compétition femmes                            | Phase de poules Poule C            | Grande-Bretagne 40-0 Japon                                            |            |
| 17 h 5  |                       | Volley-ball Tournoi féminin             | Compétition femmes                            | Tour préliminaire Groupe B         | États-Unis 3-0 Porto Rico                                             |            |
| 17 h 30 |                       | Basket-ball Tournoi féminin             | Compétition femmes                            | Premier tour Groupe A              | Brésil 66-84 Australie                                                |            |
| 17 h 30 |                       | Rugby à sept Tournoi féminin            | Compétition femmes                            | Phase de poules Poule C            | Canada 38-0 Brésil                                                    |            |
| 18 h    |                       | Football Tournoi féminin                | Compétition femmes                            | Premier tour Groupe F              | Allemagne 2-2 Australie                                               |            |
| 18 h    |                       | Hockey sur gazon Tournoi masculin       | Compétition hommes                            | Premier tour Groupe B              | Canada 2-6 Allemagne                                                  |            |
| 18 h    |                       | Rugby à sept Tournoi féminin            | Compétition femmes                            | Phase de poules Poule A            | États-Unis 48-0 Colombie                                              |            |
| 18 h 30 |                       | Gymnastique artistique Qualifications   | Compétition hommes                            | Groupe 3                           | -                                                                     | -          |
| 18 h 30 |                       | Rugby à sept Tournoi féminin            | Compétition femmes                            | Phase de poules Poule A            | Australie 36-0 Fidji                                                  |            |
| 18 h 45 |                       | Tennis Simple                           | Compétition hommes                            | 1er tour                           | -                                                                     | -          |
| 18 h 45 |                       | Tennis Simple                           | Compétition femmes                            | 1er tour                           | -                                                                     | -          |
| 18 h 45 |                       | Tennis Double                           | Compétition hommes                            | 1er tour                           | -                                                                     | -          |
| 18 h 45 |                       | Tennis Double                           | Compétition femmes                            | 1er tour                           | -                                                                     | -          |
| 19 h    |                       | Basket-ball Tournoi masculin            | Compétition hommes                            | Premier tour Groupe A              | Chine 62-119 États-Unis                                               |            |
| 19 h    |                       | Football Tournoi féminin                | Compétition femmes                            | Premier tour Groupe E              | Afrique du Sud 0-2 Chine                                              |            |
| 19 h    |                       | Haltérophilie Moins de 48 kg            | Compétition femmes                            | Finale                             | Sopita Tanasan · Sri Wahyuni Agustiani · Hiromi Miyake                |            |
| 19 h    |                       | Tennis de table Simple                  | Compétition hommes                            | 1er tour                           | -                                                                     | -          |
| 19 h    |                       | Tennis de table Simple                  | Compétition femmes                            | 2e tour                            | -                                                                     | -          |
| 19 h 30 |                       | Hockey sur gazon Tournoi masculin       | Compétition hommes                            | Premier tour Groupe A              | Espagne 7-0 Brésil                                                    |            |
| 19 h 30 |                       | Water-polo Tournoi masculin             | Compétition hommes                            | Premier tour Groupe B              | Espagne 8-9 Italie                                                    |            |
| 19 h 45 |                       | Basket-ball Tournoi féminin             | Compétition femmes                            | Premier tour Groupe A              | Biélorussie 73-77 Japon                                               |            |
| 19 h 50 |                       | Handball Tournoi féminin                | Compétition femmes                            | Tour préliminaire Poule A          | Roumanie 19-23 Angola                                                 |            |
| 20 h    |                       | Football Tournoi féminin                | Compétition femmes                            | Premier tour Groupe G              | Colombie 0-1 Nouvelle-Zélande                                         |            |
| 20 h 30 |                       | Volley-ball Tournoi féminin             | Compétition femmes                            | Tour préliminaire Groupe A         | Russie 3-0 Argentine                                                  |            |
| 20 h 50 |                       | Water-polo Tournoi masculin             | Compétition hommes                            | Premier tour Groupe A              | Brésil 8-7 Australie                                                  |            |
| 21 h    |                       | Beach-volley Tournoi masculin           | Compétition hommes                            | Phase de poules                    | -                                                                     | -          |
| 21 h    |                       | Beach-volley Tournoi féminin            | Compétition femmes                            | Phase de poules                    | -                                                                     | -          |
| 21 h 50 |                       | Handball Tournoi féminin                | Compétition femmes                            | Tour préliminaire Poule B          | Suède 31-21 Argentine                                                 |            |
| 22 h    |                       | Football Tournoi féminin                | Compétition femmes                            | Premier tour Groupe E              | Brésil 5-1 Suède                                                      |            |
| 22 h    |                       | Natation 100 m brasse                   | Compétition hommes                            | Demi-finales                       | -                                                                     | -          |
| 22 h    |                       | Natation 100 m papillon                 | Compétition femmes                            | Demi-finales                       | -                                                                     | -          |
| 22 h    |                       | Natation 400 m nage libre               | Compétition hommes                            | Finale                             | Mack Horton · Sun Yang · Gabriele Detti                               |            |
| 22 h    |                       | Natation 400 m 4 nages                  | Compétition hommes                            | Finale                             | Kōsuke Hagino · Chase Kalisz · Daiya Seto                             |            |
| 22 h    |                       | Natation 400 m 4 nages                  | Compétition femmes                            | Finale                             | Katinka Hosszú · Madeline Dirado · Mireia Belmonte García             |            |
| 22 h    |                       | Natation Relais 4 x 100 m nage libre    | Compétition femmes                            | Finale                             | Australie · États-Unis · Canada                                       |            |
| 22 h 30 |                       | Basket-ball Tournoi masculin            | Compétition hommes                            | Premier tour Groupe A              | Venezuela 62-86 Serbie                                                |            |
| 22 h 35 |                       | Volley-ball Tournoi féminin             | Compétition femmes                            | Tour préliminaire Groupe B         | Serbie 3-0 Italie                                                     |            |

## Tableau des médailles provisoire
Tableau des médailles des Jeux olympiques d'été de 2016 après les finales du 6 août :
- Pays organisateur (Brésil)

| Rang  | Nation       | Or | Argent | Bronze | Total |
| ----- | ------------ | -- | ------ | ------ | ----- |
| 1     | Australie    | 2  | 0      | 1      | 3     |
| 2     | Hongrie      | 2  | 0      | 0      | 2     |
| 3     | États-Unis   | 1  | 4      | 0      | 5     |
| 4     | Corée du Sud | 1  | 1      | 0      | 2     |
| 5     | Japon        | 1  | 0      | 4      | 5     |
| 6     | Argentine    | 1  | 0      | 0      | 1     |
| 6     | Belgique     | 1  | 0      | 0      | 1     |
| 6     | Russie       | 1  | 0      | 0      | 1     |
| 6     | Thaïlande    | 1  | 0      | 0      | 1     |
| 6     | Viêt Nam     | 1  | 0      | 0      | 1     |
| 11    | Chine        | 0  | 2      | 3      | 5     |
| 12    | Italie       | 0  | 1      | 1      | 2     |
| 12    | Kazakhstan   | 0  | 1      | 1      | 2     |
| 14    | Brésil       | 0  | 1      | 0      | 1     |
| 14    | Danemark     | 0  | 1      | 0      | 1     |
| 14    | Indonésie    | 0  | 1      | 0      | 1     |
| 17    | Canada       | 0  | 0      | 1      | 1     |
| 17    | Espagne      | 0  | 0      | 1      | 1     |
| 17    | Pologne      | 0  | 0      | 1      | 1     |
| 17    | Ouzbékistan  | 0  | 0      | 1      | 1     |
| Total | Total        | 12 | 12     | 14     | 38    |